# Criollo angolar
El criollo angolar (en portugués: crioulo forro) es una lengua criolla portuguesa minoritaria hablada en Santo Tomé y Príncipe. El criollo portugués es también llamado criollo n'golá. El criollo portugués es hablado en las localidades del sur de la isla de Santo Tomé, en especial en São João dos Angolares. Es un criollo, basado en el portugués con un alto sustrato de un dialecto del kimbundu, una lengua bantú de Angola, país de donde provenían una gran cantidad de esclavos.
Su código ISO 639-3 es aoa. Es hablado por 5000 personas y su léxico tiene un 70 % de similitud con el criollo forro, un 67 % con el criollo principense y un 53 % con el criollo annobonense.
Muchos hablantes del angolar también hablan criollo forro y/o portugués y hay una tendencia a que el lenguaje se integre con el criollo forro.